# 알타 벨로시다드 에스파뇰라

AVE 로고

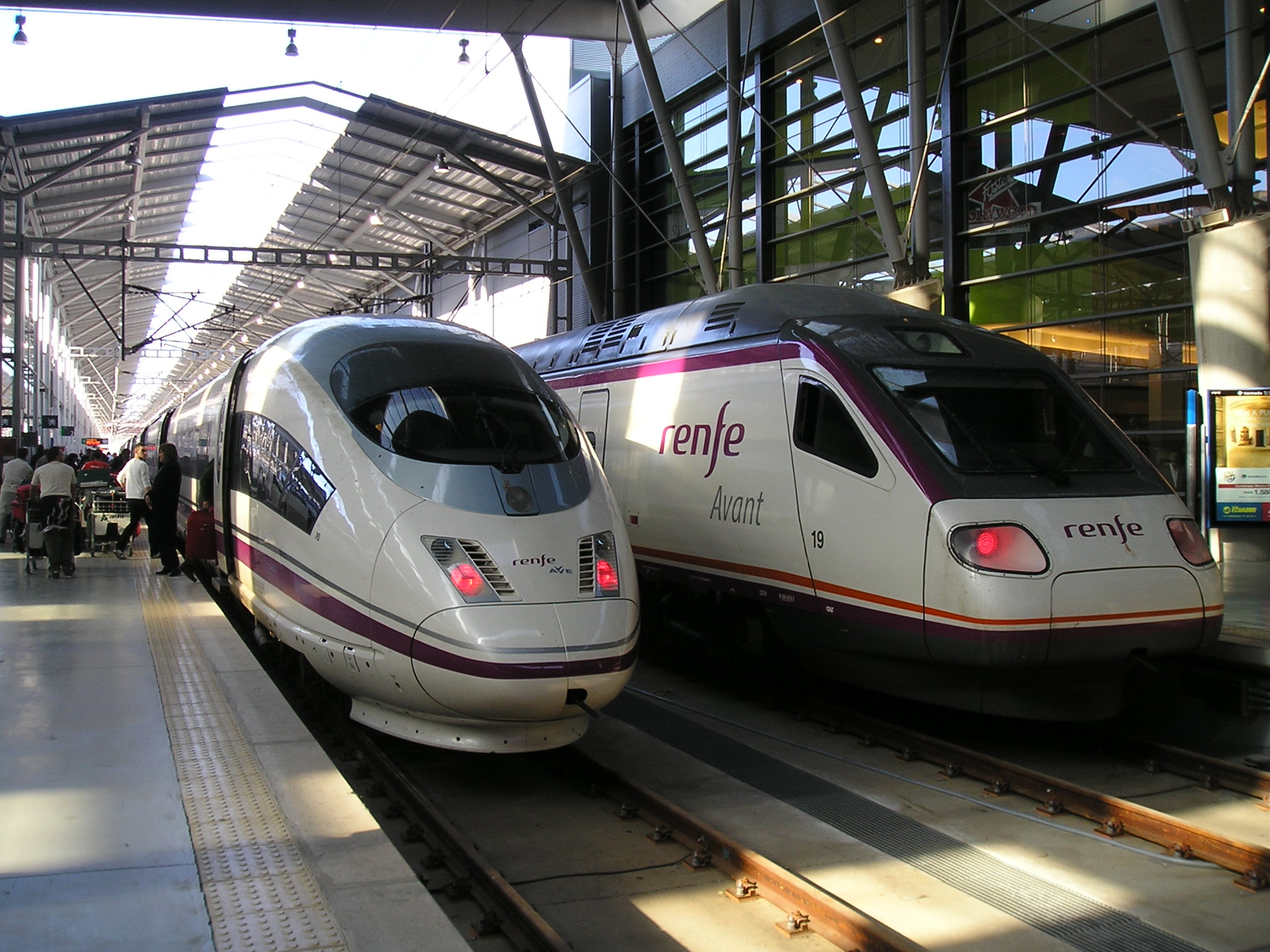
마드리드~바르셀로나 구간을 운행하는 AVE S-103

알타 벨로시다드 에스파뇰라(스페인어: Alta Velocidad Española, AVE)는 렌페가 운영하는 스페인의 고속철도이다. AVE라는 약칭은 스페인어로 새(스페인어: ave)를 의미하기도 한다.
광궤를 사용하는 스페인의 다른 철도 노선과는 달리 AVE는 표준궤를 사용하며, 장래에 이웃 나라와 연결할 수도 있도록 설계되어 있다.

## 운영

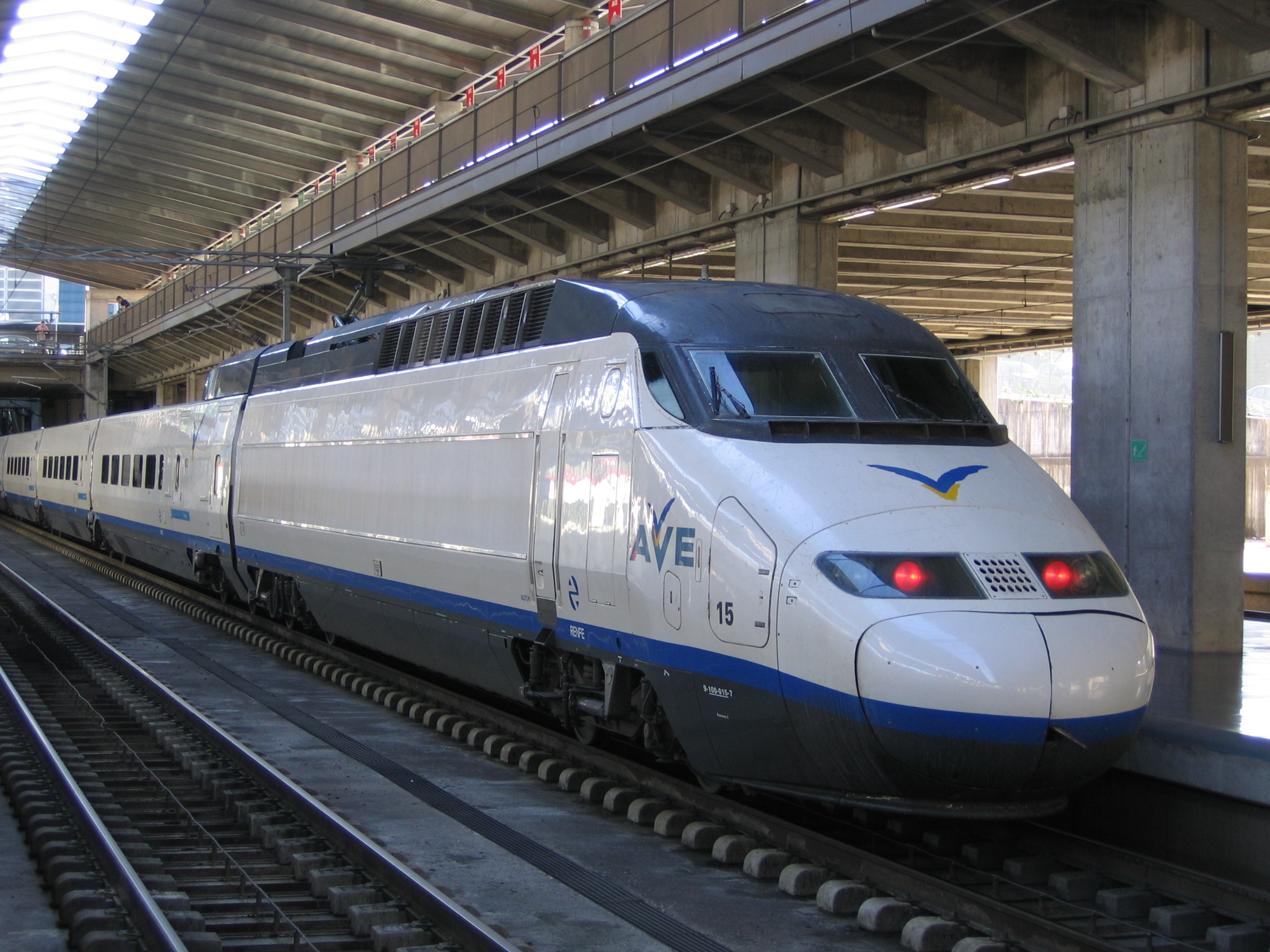
코르도바 센트랄 역에 정차한 렌페 100급 열차

### 운행
현재 다음 구간등에서 운행되고 있다.
- AVE 마드리드 - 그라나다
- AVE 마드리드 - 레온
- AVE 마드리드 - 바르셀로나
- AVE 마드리드 - 발렌시아
- AVE 마드리드 - 우에스카
- AVE 마드리드 - 오리우엘라
- AVE 마드리드 - 알리칸테
- AVE 마드리드 - 사모라
- AVE 마드리드 - 세비야
- AVE 마드리드 - 카스테욘
- AVE 마드리드 - 말라가

### 차량
- 렌페 100급
- 렌페 101급
- 렌페 102급
- 렌페 103급
- 렌페 104급
- 렌페 112급
- 렌페 114급
- 렌페 120·121급
- 렌페 130급
- 렌페 490급
- 렌페 730급

### 운행고속선
- 마드리드-세비야 고속선
- 마드리드-바르셀로나 고속선
- 마드리드-톨레도 고속선
- 코르도바-말라가 고속선
- 마드리드-바야돌리드 고속선
- 마드리드-발렌시아 고속선